# Svenska Fläktfabriken
AB Svenska Fläktfabriken, även kallad Fläkt, var en svensk industrikoncern som tillverkade miljövårdsutrustning[källa behövs] för industri (bland annat pappers-, cellulosa-, ventilations- och inneklimatbranscherna) och kraftverk. Företaget grundades 1918 i Jönköping av ingenjörerna Sven Söderberg och Robert Sundström. Efter Kreugerkraschen övertogs aktiemajoriteten av Asea (nuvarande ABB). På 1960-talet börsintroducerades koncernen, och 1986 köptes främsta konkurrenten Bahco Ventilation. Företaget köptes ut från börsen av ABB i slutet av 1980-talet och såldes tio år senare i delar till olika intressenter.

## Internationell verksamhet
Fläkt etablerade sig med tiden på många håll i världen, med dotterbolag i, förutom de nordiska länderna och ett flertal europeiska, också i bland annat Australien, Japan, Indien och Mexiko. Denna internationella expansion präglade Bengt Bergs tjugoårsperiod (1964-1983) som VD för koncernen. Han följdes 1983 av Björn Stigson som VD.

## ABB tar över
År 1988 förvärvades Fläkt till 100% av ABB och avnoterades från Stockholmsbörsen. Fläktgruppen med Stratos (före detta Bahco) blev ett affärsområde i ABB. Under 1990-talet genomgick företaget en rad omstruktureringar. Inom ventilations- och inneklimatsdelen ombildades 1993 verksamheterna till ABB Fläkt Produkt, vilken i efterdyningarna av byggkriserna i början på 1990-talet medförde kraftiga neddragningar av verksamhet och personal. År 2001 sålde ABB ut all sin verksamhet inom byggsektorn, varvid det internationella investmentbolaget Compass Partners köpte ventilationsdelarna samt den brittiska koncernen Woods Air Movement och bildade företaget Fläkt Woods. Den franska industrikoncernen Alstom köpte miljövårdsdelen och det österrikiska företaget Andritz köpte delen för pappers- och cellulosatorkar.